# Erich Nitzling
Erich S.  Nitzling (* 24. Dezember 1934 in Lorch; † 4. April 2014 in Kelkheim-Ruppertshain) war ein deutscher Politiker (SPD).

## Leben und Beruf
Nach dem Besuch einer Grundschule in Wiesbaden und einer gymnasialen Aufbauschule in Idstein absolvierte Nitzling eine kaufmännische Ausbildung in Leverkusen und Wuppertal. Er arbeitete zunächst ab 1955 als selbständiger Kaufmann in Frankfurt und als beratender Betriebswirt. Später wurde er Geschäftsführer der GEVAB-Gruppe in Frankfurt am Main. Außerdem war Nitzling von 1989 bis zu seinem Tod Kreisvorsitzender der Arbeiterwohlfahrt (AWO) Frankfurt.
Erich Nitzling war verheiratet mit Christiane Freifrau von der Borch-Nitzling. Er starb am 14. April 2014 im Alter von 79 Jahren in seinem Wohnort Ruppertshain. Nach seinem Tod wurde ein Gebäude der AWO Frankfurt nach ihm „Erich-Nitzling-Haus“ benannt.

## Politik
Von 1962 bis 1968 war Nitzling Vorsitzender der Frankfurter und der südhessischen Jungsozialisten und von 1963 bis 1968 Mitglied des Bundesausschusses und des Bundesvorstandes der Jungsozialisten.
Nitzling war von 1964 bis 1970 Mitglied der Stadtverordnetenversammlung der Stadt Frankfurt am Main. Von 1970 bis 1987 gehörte er dem Hessischen Landtag als SPD-Abgeordneter an, dort war er von 1977 bis 1978 Vorsitzender des Ausschusses für Verwaltungsreform und von 1978 bis 1987 stellvertretender Vorsitzender des Innenausschusses. Er wurde im Wahlkreis Frankfurt am Main V gewählt. Er galt als Repräsentant des linken Parteiflügels.

## Ehrungen
- Ehrenbürgerschaft der Stadt New Orleans, 1964
- Bundesverdienstkreuz am Bande, 1978[3]
- Bundesverdienstkreuz I. Klasse, 1988[4]